# Haemaphysalis cornupunctata
Haemaphysalis cornupunctata este o specie de căpușe din genul Haemaphysalis, familia Ixodidae, descrisă de Harry Hoogstraal ug Varma în anul 1962. Conform Catalogue of Life specia Haemaphysalis cornupunctata nu are subspecii cunoscute.